# Barış, Nurhak
Barış là một thị trấn thuộc huyện Nurhak, tỉnh Kahramanmaraş, Thổ Nhĩ Kỳ. Dân số thời điểm năm 2010 là 2.621 người.
Barış là một thị trấn thuộc huyện Nurhak, tỉnh Kahramanmaraş, Thổ Nhĩ Kỳ. Trước đây, Barış là một ngôi làng thuộc huyện Elbistan, nhưng sau đó đã được nâng cấp thành một thị trấn (belde) trực thuộc Nurhak. Huyện Nurhak nằm ở phía đông bắc của tỉnh Kahramanmaraş, thuộc vùng Đông Nam Anatolia, gần dãy núi Taurus. Thị trấn Barış nằm cách trung tâm huyện Nurhak khoảng 12 km về phía đông bắc và cách thành phố Elbistan khoảng 30 km.
Vùng này có địa hình đồi núi, với độ cao trung bình khoảng 1.500 mét so với mực nước biển, và được bao quanh bởi các khu rừng thông và sồi. Dân cư ở Barış chủ yếu là người Alevi, thuộc nhánh Şemsixan của bộ tộc Sinemilli.